# 耳叶决明
耳叶决明（学名：Cassia auriculata）为豆科决明属下的一个种。

## 扩展阅读
- 維基物種上的相關：耳叶决明